# Classe CC (sous-marin canadien)
Pour les autres classes de navires du même nom, voir Classe CC.
Ne doit pas être confondu avec la Classe CC (sous-marin de poche) de la Regia Marina (marine italienne) pendant la Seconde Guerre mondiale.
Les sous-marins de classe CC était la première classe de 2 sous-marins utilisée par la Marine royale canadienne.
Conçus comme des sous-marins diesel-électriques destinés à la défense côtière, ils ont été achetés à l'origine par la province de Colombie-Britannique à un constructeur naval de Seattle, dans l'État de Washington, qui avait construit les sous-marins pour la marine chilienne.
Acquis par le Canada, ils n'ont pas connu de bataille en service pendant la Première Guerre mondiale et ont été désactivé en 1920. Ils ont été les premiers navires de guerre canadiens à passer par le canal de Panama. Les deux navires ont été mis au rebut en 1925.

## Conception
Les deux sous-marins n'étaient pas identiques. La conception prévoyait l'utilisation de sous-marins diesel-électriques pour la défense côtière. Cependant, la Electric Boat Company a utilisé deux conceptions distinctes avec les mêmes machines internes pour les sous-marins. Le CC-1 a été construit selon la conception 19E et le CC-2 selon la conception 19B. La disposition des tubes lance-torpilles à l'intérieur des sous-marins a conduit à différentes formes de coques. Le CC-1 était armé de cinq tubes lance-torpilles de 18 pouces (460 mm), quatre à l'avant et un à l'arrière,, ce qui donnait au sous-marin une forme d'étrave en trompe-l'œil. Le CC-2 était armé de trois tubes lance-torpilles de même taille, deux à l'avant et un à l'arrière,, ce qui donnait au CC-2 une étrave effilée. Les deux navires utilisaient des torpilles Whitehead Mk IV de 18 pouces (460 mm), d'une portée de 910 m à 25 nœuds (46 km/h). La seule source d'approvisionnement de ces torpilles au Canada était le stock du NCSM Niobe et il a fallu un certain temps avant qu'elles ne soient expédiées aux sous-marins.
En raison de leur conception différente, les deux sous-marins avaient des dimensions différentes: le CC-1 déplaçait 313 tonnes et avait une longueur de 44,0 mètres, une largeur de 4,6 m et un tirant d'eau de 3,4 m. Le CC-2 déplaçait 310 tonnes, avait une longueur de 48,0 m, une largeur de 4,6 m et un tirant d'eau de 3,4 m.
Les sous-marins pouvaient plonger à 61 m (200 ft) et, contrairement aux sous-marins modernes, le ballast principal et les réservoirs d'équilibrage étaient situés à l'intérieur. Les bateaux étaient propulsés par des moteurs diesel MAN 6 cylindres construits aux États-Unis sous licence. La classe CC pouvait transporter 20 270 litres de carburant diesel. Les deux sous-marins étaient conçus pour faire 13 nœuds (24 km/h) en surface et 10 nœuds (19 km/h) en immersion, mais le CC-1 a fait 15 nœuds (28 km/h) lors d'essais en mer en novembre 1917.

## Origine
Une commande de deux sous-marins avait été passée à l'origine par le Chili en 1911 à la Electric Boat Company du New Jersey. La commande a été sous-traitée à la Seattle Construction and Drydock Company pour un montant total de 818 000 dollars américains. La Electric Boat Company a ensuite conçu et construit un sous-marin qui pouvait être démonté et expédié à travers le pays vers Seattle pour y être assemblé. Après des essais en mer, les sous-marins désormais nommés Iquique et Antofogasta ont été refusés par les responsables chiliens car ils n'avaient pas atteint le rayon d'action exigé dans le contrat. Dans le même temps, le Chili avait laissé ses paiements échelonnés se réduire en arriérés, ce qui a conduit la société de construction navale de Seattle à trouver des moyens de se débarrasser de ces sous-marins.
Lors d'une réunion de citoyens à Victoria, en Colombie-Britannique, à l'approche de la Première Guerre mondiale, J.V. Paterson, le président de la Seattle Construction and Drydock Company, a révélé que son entreprise était prête à vendre les deux sous-marins qui venaient d'être achevés. Cela a été porté à l'attention de Sir Richard McBride, premier ministre de la Colombie-Britannique. Après s'être entretenu avec plusieurs parties prenantes locales, Richard McBride a informé le gouvernement du Canada et le Service naval (Marine royale canadienne) que deux sous-marins étaient à vendre et qu'ils devaient les acheter au prix proposé de 575 000 dollars chacun. En attendant leur réponse, McBride a accepté d'acheter les sous-marins en utilisant des fonds du gouvernement de la Colombie-Britannique.
À la veille de la Première Guerre mondiale, les deux sous-marins ont quitté Seattle à 22 heures le 3 août 1914, se faufilant hors du port car les papiers d'autorisation pour les deux sous-marins n'avaient pas été obtenus à l'époque. Ils ont navigué pour rejoindre le remorqueur SS Salvor en dehors des eaux canadiennes. À ce moment, le 4 août 1914, le paiement de 1,15 million de dollars a été effectué pour les deux sous-marins.
Le lendemain, l'US Navy (la marine américaine) a envoyé le croiseur USS Milwaukee à la recherche des sous-marins, mais le temps que le navire atteigne la zone où ils se trouvaient, les deux bateaux étaient partis. Le 7 août, le gouvernement du Canada a adopté un décret en conseil assumant la responsabilité et achetant les deux navires de guerre à la Colombie-Britannique, la seule province du Canada à avoir possédé des navires de guerre. Conformément à une pratique australienne antérieure, lorsque deux sous-marins britanniques de classe E avaient été rebaptisés AE 1 et AE 2 en ajoutant le "A" devant la classe pour désigner l'Australie, les deux sous-marins achetés par le Canada, ressemblant aux sous-marins britanniques de classe C, avaient deux "C" placés devant leur nom pour désigner le Canada et leur classe apparente,.

### Critique de l'achat
Sous la direction de l'ancien ministre William Pugsley, il y a eu une divergence d'opinion concernant l'achat des sous-marins. D'abord présentée par le premier ministre Robert Borden comme un coup de maître, la rumeur a commencé à circuler sur les problèmes qui se développaient sur les sous-marins et sur le coût exorbitant que le gouvernement de la Colombie-Britannique, puis du Canada, avait payé et que Paterson, le président de Seattle Construction, avait empoché une grosse commission. Ces rumeurs ont conduit à ce que l'achat des sous-marins fasse l'objet d'une enquête par une commission royale sur les achats de guerre douteux.
La Commission royale, dirigée par Sir Charles Davidson, a entendu Philip Watts, ancien directeur de la construction navale de la Marine royale et conseiller du gouvernement chilien pour la conception initiale des sous-marins, dans sa lettre à l'Amirauté lors du processus initial d'acquisition. Il estimait que les sous-marins avaient été construits trop lourds. Electric Boat Company avait admis que les sous-marins présentaient des caractéristiques de plongée dangereuses et avait entrepris d'apporter des modifications à leur conception lorsque les navires ont été achetés par le gouvernement canadien. La neutralité des États-Unis les avait empêchés de s'impliquer davantage une fois la guerre déclarée.
Lorsque Electric Boat Company a témoigné, ils ont donné raison aux rumeurs selon lesquelles Paterson avait fait des bénéfices sur les bateaux, le prix de vente qu'ils avaient fourni à Paterson lorsqu'il avait demandé les informations à la société mère avait été inférieur. La défense de la décision reposait sur le moment de la transaction, la neutralité éventuelle des États-Unis et la recommandation de l'Amirauté d'acheter les sous-marins lorsqu'ils avaient été informés. Ces trois points ont fait pencher la balance en faveur de la décision de McBride.

## Les sous-marins de classe CC
| Nom                   | Lancé            | Chantier naval                                    | Mis en service | Destin          |
| --------------------- | ---------------- | ------------------------------------------------- | -------------- | --------------- |
| CC-1 (ex-Iquique)     | 3 juin 1913      | Seattle Construction and Drydock Company, Seattle | 6 août 1914    | Éliminé en 1925 |
| CC-2 (ex-Antofagasta) | 31 décembre 1913 | Seattle Construction and Drydock Company, Seattle | 6 août 1914    | Éliminé en 1925 |

## Historique des opérations
Après avoir été mis en service, mais sans torpilles, car celles-ci n'étaient pas encore arrivées de la côte Est, le CC-2 fut déployé le 13 août 1914 dans le détroit de Juan de Fuca afin de dissuader les raiders allemands. Plus tard, le CC-1 la rejoignit alors que la menace, donnée par la flotte du Pacifique de l'amiral Von Spee, augmentait. Cependant, des problèmes se sont posés aux deux bateaux et ils ont été retirés du service actif en septembre 1914 pour être remis en état.
Avec le HMS Shearwater comme tender, les deux bateaux étaient basés à Esquimalt, en Colombie-Britannique. Ils furent appelés n°1 et n°2 jusqu'en octobre 1914, date à laquelle ils reçurent officiellement leurs nouveaux noms respectifs de CC-1 et CC-2. Leur carénage en septembre et octobre 1914 était principalement axé sur trois problèmes. Le premier problème était l'instabilité pendant la plongée. Les sous-marins, en particulier le CC-2, développaient une flottabilité négative incontrôlable lorsque les ballasts étaient mis à l'air libre. Si les réservoirs étaient laissés partiellement remplis, les sous-marins effectuaient des plongées dangereuses par le nez ou la queue. Il fallait donc réduire le poids des bateaux, ce qui a conduit à l'élimination de toutes les réserves inutiles, du carburant et des pièces de rechange. Cela a fini par limiter la portée des patrouilles de la classe à quelques jours seulement à la fois.

Le deuxième problème auquel les bateaux étaient confrontés était la tendance des cylindres des moteurs diesel à surchauffer. Ce problème n'a jamais été corrigé et les cylindres finissaient par se fissurer après six heures de fonctionnement à pleine vitesse. Cela était dû à une conception précoce du moteur et à des insuffisances métallurgiques. 

Le troisième et dernier problème était la vidange capricieuse des réservoirs pendant la plongée ou la remontée à la surface. Ce problème a été corrigé par le réaménagement des soupapes défectueuses. Après le réaménagement, les navires ont effectué diverses patrouilles et croisières d'entraînement le long de la côte Ouest.

### Transit vers la côte Est
En 1916, des planificateurs navals suggérèrent d'amener les sous-marins de la classe CC sur la côte Est, ce qui devint réalité en 1917, lorsque l'Amirauté ordonna le départ des deux sous-marins et du Shearwater vers l'Europe. Le 21 juin 1917, les trois navires quittèrent Esquimalt. Au large du cap Blanco, la flotte a subi un coup de vent et le CC-2 a roulé lourdement dans la mer, l'eau de mer contaminant les batteries des sous-marins. La moitié de l'équipage fut immobilisée par le chlore gazeux. La haute mer a également provoqué le rejet des hélices des deux sous-marins hors de l'eau, entraînant à son tour une surrégime des moteurs. La stabilisation de ce problème a ensuite provoqué une panne des cellules de batterie, qui ont fini par court-circuiter et déclencher des incendies d'origine électrique.
Les incendies d'origine électrique ont conduit les équipes à ne faire fonctionner qu'un seul moteur diesel à la fois, l'autre étant généralement en réparation. Le CC-1 a dû être remorqué à partir de ce point jusqu'à San Francisco. Le CC-2 a fonctionné jusqu'à San Francisco, puis les deux sous-marins ont été remorqués jusqu'à San Diego. Confinée dans un port, descendant la côte et passant par la zone du canal, la flotte a dû s'arrêter à Kingston, en Jamaïque, pour effectuer des réparations.
En partant de Kingston, les trois navires ont passé cinq jours à Charleston, en Caroline du Sud, pour effectuer d'autres réparations. La flotte a tenté de se mettre en route, mais est retournée à Charleston pour d'autres réparations. Ils sont repartis et ont été victimes d'une tempête, la flotte se dirigeant vers Norfolk, en Virginie, où les sous-marins ont passé deux semaines dans le chantier naval de l'US Navy. Le CC-1 fut remorqué par le Shearwater jusqu'à Newport, dans le Rhode Island, où, après six jours de réparations supplémentaires, la flotte se mit en route pour terminer le transit et arriva à Halifax, en Nouvelle-Écosse, le 17 octobre 1917.

### Fin de service
Après leur arrivée à Halifax, il a été constaté que les deux sous-marins avaient besoin d'une révision des moteurs et qu'aucun ne serait disponible avant la mi-août 1918, mais l'Amirauté a insisté pour que les sous-marins soient prêts à servir en Europe et leur a ordonné de se ravitailler en carburant et de se diriger vers la mer Méditerranée. Ce n'est qu'après avoir été informés de leur état lamentable que l'Amirauté a annulé cet ordre et leur a ensuite ordonné de servir de défense côtière sur la côte Est.
Alors qu'ils étaient en réparation à Halifax, les deux sous-marins ont survécu à l'explosion de Halifax sans être touchés. La Marine royale canadienne a alors conçu un plan visant à utiliser les deux sous-marins pour la formation anti-sous-marine des navires de surface. Cela a été fait sur l'île du Cap-Breton. Le CC-2 et le Shearwater furent envoyés au lac Bras d'Or et entraînèrent les équipages de chalutiers et de dériveurs à l'utilisation de leurs hydrophones, Les deux sous-marins terminèrent la guerre en tant que navires d'entraînement, et ne partirent plus en patrouille avant l'Armistice.
Après la guerre, la Royal Navy a transféré les sous-marins de classe H: les H14 et H15 au Canada. La Marine royale canadienne ne pouvant exploiter à la fois la classe H et la classe CC, la décision fut prise de mettre la classe CC en réserve. Les deux sous-marins furent mis en vente en 1920 et furent emballés avec le Niobe pour être éliminés. Les trois navires furent mis au rebut en 1925,.